# 레몬밤속
레몬밤속(lemon balm屬, 학명: Melissa 멜리사[*])은 꿀풀과의 속이다. 아시아와 유럽 원산의 몇몇 여러해살이풀을 포함한다. 학명의 유래는 "꿀벌"을 뜻하는 고대그리스어 "멜리사(μέλισσα)"이며, 레몬밤속 식물의 꽃에 꿀이 풍부해 붙은 이름이다.

## 하위 종
- 레몬밤 M. officinalis L.
  - M. officinalis subsp. inodora Bornm.
- M. axillaris (Benth.) Bakh.f.
- M. flava Benth.
- M. yunnanensis C.Y.Wu & Y.C.Huang